# Michałówka (Parczew)
Pour les articles homonymes, voir Michałówka.
Michałówka (prononciation [mixaˈwufka]) est un village dans la voïvodie de Lublin, dans le powiat de Parczew, situé dans l'est de la Pologne.
Il se situe à environ 7 kilomètres à l'est de Parczew (siège du powiat) et 51 kilomètres au nord-est de Lublin (capitale de la voïvodie).
Le village comptait approximativement une population de 850 habitants en 2006.

## Histoire
De 1975 à 1998, le village est attaché administrativement à l'ancienne Voïvodie de Biała Podlaska.

Depuis 1999, il fait partie de la nouvelle voïvodie de Lublin.